# قانون القبعة

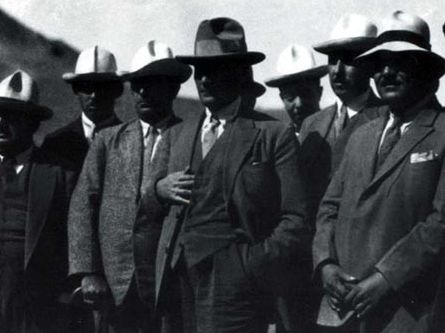
مصطفى كمال أتاتورك مرتديًا القبعة الغربية.

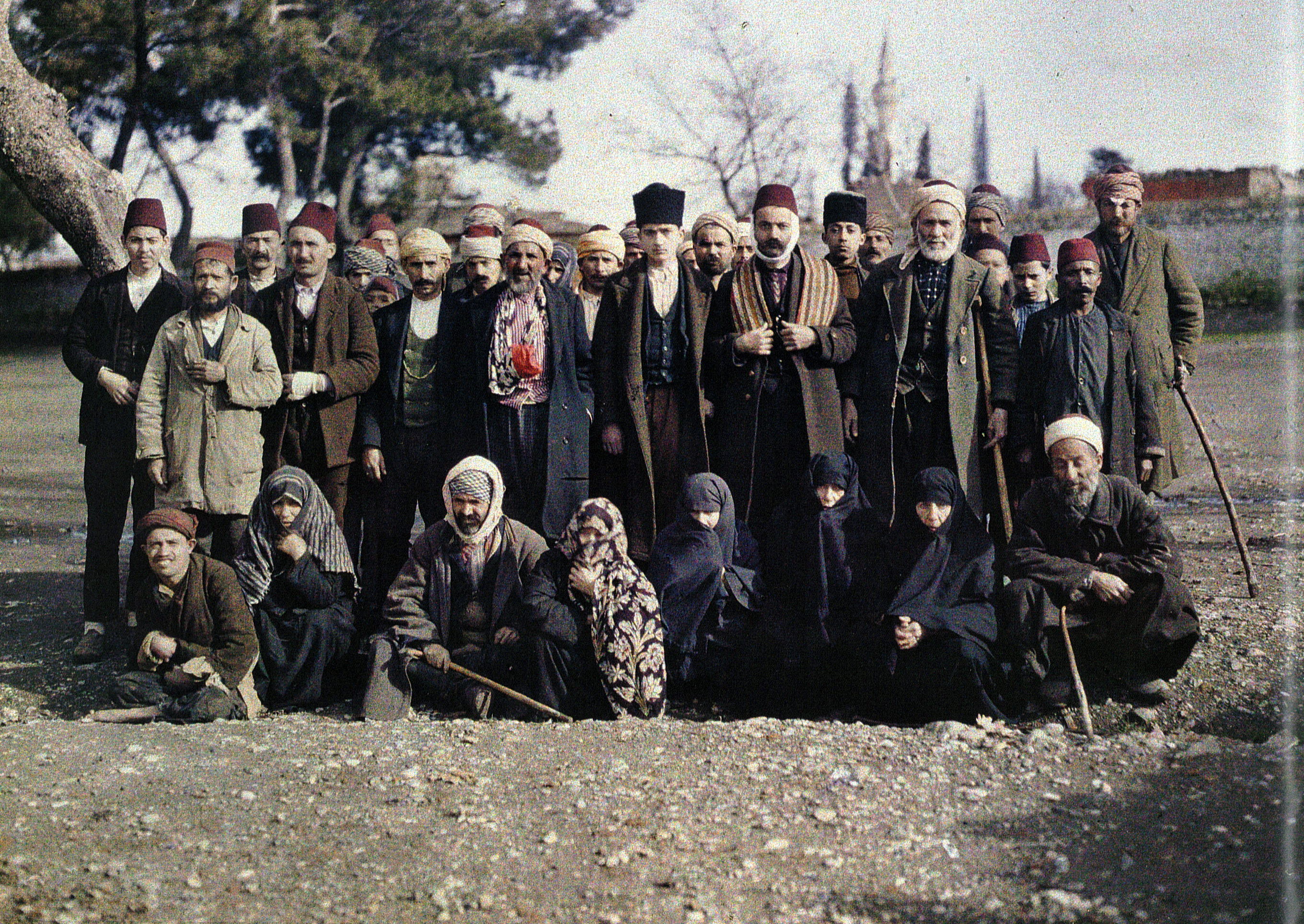
صورة قديمة للأتراك الذين كانوا يرتدون العمامة سنة 1923

قانون القبعة (بالتركية: Şapka Kanunu)‏ هو قانون أصدره مجلس الأمة التركي في سنة 1925م إبان حكم الرئيس مصطفى كمال أتاتورك، منع فيه لبس الطربوش والعمامة، وأمر أن يحل محلهما القبعة الغربية. وكانت عقوبة مخالفة ارتداء القبعات الغربية السجن لمدة، ووصل الأمر لإعدام البعض بسبب إصرارهم على رفض ارتداء هذه القبعات.